# همایون کازرونی
همایون کازرونی (به انگلیسی: Homayoon Kazerooni) متخصص رباتیک و استاد مهندسی مکانیک در دانشگاه برکلی ایالت کالیفرنیا است.
کازرونی مدیر آزمایشگاه روباتیک و مهندسی انسان دانشگاه برکلی و همچنین یکی از بنیانگذاران و دانشمند اصلی «برکلی بایانیکس» (Berkeley Bionics) است. آزمایشگاه رباتیک و مهندسی انسان برکلی نیز به‌طور غیررسمی به عنوان «کاز لب» (Kaz Lab) شناخته می‌شود.
کار کازرونی بر کنترل سیستم‌های انسانی-ماشینی، خصوصاً اندام‌های تحتانی، متمرکز است. برکلی بایانیکس و تیم کازرونی پس از تولید سه ساختار بسیار سبک حمل کننده بار انسانی؛ BLEEX, ExoHiker و ExoClimber، انسان حمل کننده جهانی بار (HULC=Human Universal Load Carrier) را ابداع کردند. این ابداع اولین ساختار و مستقل از نظر انرژی برای اندام تحتانی انسان است که برای کاربر خود این امکان را فراهم می‌کند که بیش از ۲۰۰ پوند (بیش از ۹۰ کیلوگرم) وزن را در هر مسیری و برای مدتی طولانی و بدون نیاز به تلاش مضاعف حمل کند. این ساختار احتمال خستگی مفرط کاربر و رسیدن وی به حد نهایی توانایی اش را در شرایط بحرانی نظامی یا ماموریتهای صنعتی کاهش می‌دهد. کازرونی به تازگی پروژه ای را با عنوان «پروژه آستین» (AUSTIN Project) برای تولید ساختارهای کم هزینه با هدف فراهم کردن استقلال برای افراد با اختلال حرکتی را آغاز کرده‌است.
همایون کازرونی پیش از فعالیت روی ساختارهای تقویت کننده اندام‌های تحتانی، گروه خود را با موفقیت در تولید سیستمهای رباتیک تقویت کننده اندامهای فوقانی هدایت کرده بود. نتایج این فعالیتها به تولید نسل جدیدی از ابزارهای هوشمند کمکی منجر شد که اکنون توسط کارگران مراکز توزیع و کارخانجات برای جابجایی اشیاء سنگین مورد استفاده قرار می‌گیرند.
کازرونی دارای دکترای مهندسی مکانیک از دانشگاه ام‌آی‌تی و دارای بیش از سی سال سابقه در این رشته‌است. او بیش از ۲۰۰ مقاله منتشر کرده، در آمریکا و دیگر نقاط دنیا بیش از هفتاد مقاله ارائه کرده و دارای هفده اختراع ثبت شده‌است. رسانه‌ها دائماً از او به عنوان یکی از پیشروان علم رباتیک یاد می‌کنند.